# Amouage
A Amouage é uma perfumaria de luxo fundada em 1983 no Sultanato de Omã. A empresa é operada pela Oman Perfumery LLC, uma subsidiária do Omani SABCO Group.
Os perfumes são produzidos em Rusayl (província de Mascate), ao sul do Aeroporto Internacional de Mascate em Sib.

## História

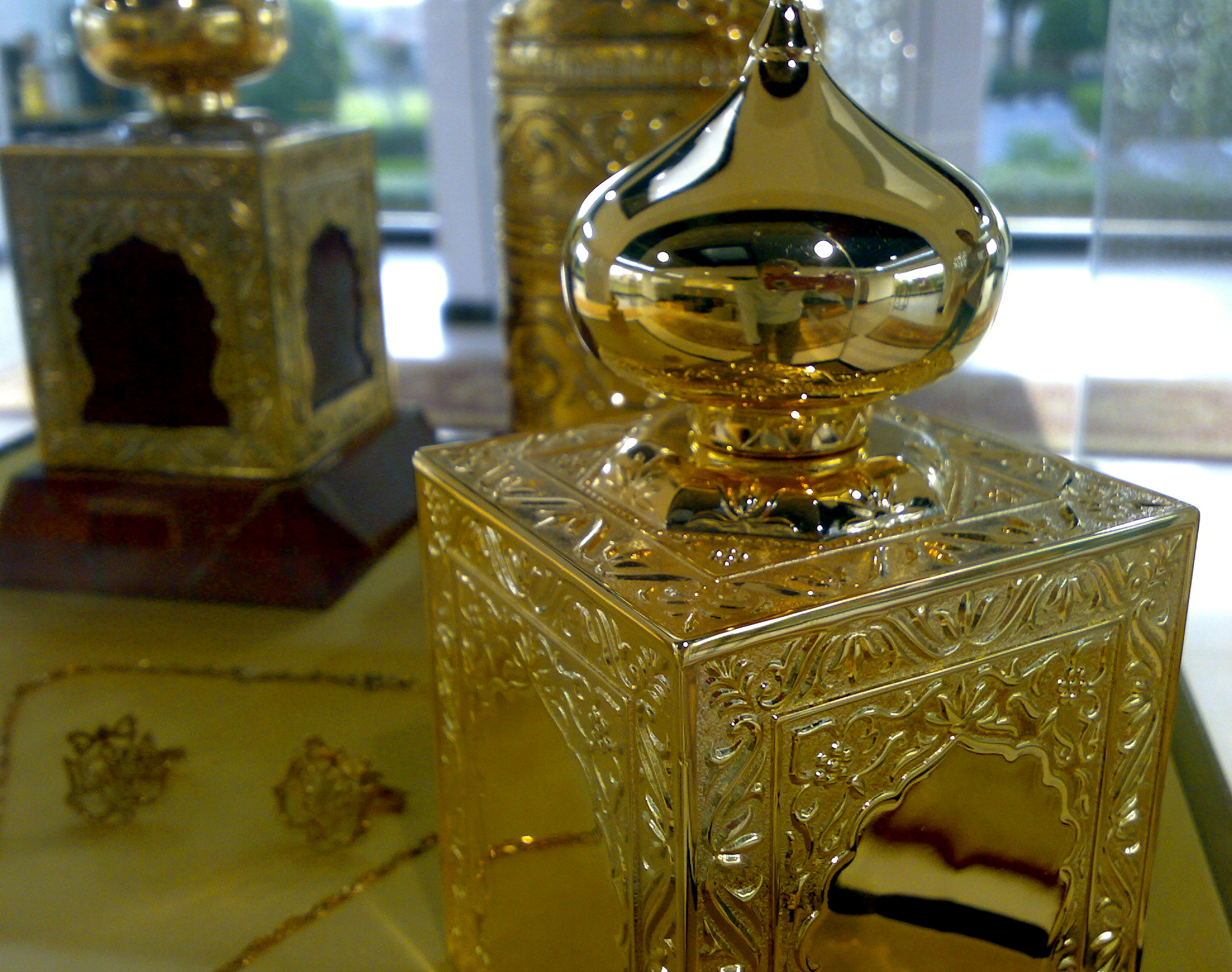
Perfume Amouage

A empresa foi fundada a pedido do sultão Qabus bin Said al Said, em 1983, em Mascate, Omã pelo príncipe Syed Hamid Bin Hammoud Al Bou Said, então Diwan da corte real, com o objetivo de se reconectar com a tradição árabe de perfumes de luxo. Seu primeiro perfume, lançado em 1984 com o mesmo nome da empresa, foi desenhado por Guy Robert, um perfumista de Grasse, a cidade francesa de perfumes.
Em 1991 o perfume Amouage é eleito produto do ano em Cannes. Em 1995, um novo perfume, Ubar, foi lançado por ocasião da comemoração do 25º aniversário do reinado do sultão Qabus ibn Said.
Em 2006, David Crickmore foi nomeado CEO. Christopher Chong foi indicado como diretor de criação. Crickmore e Chong renunciaram em 2019. Nos últimos anos, a Amouage expandiu sua gama para incluir artigos de banho, domésticos e de couro.

## Lojas e fábricas

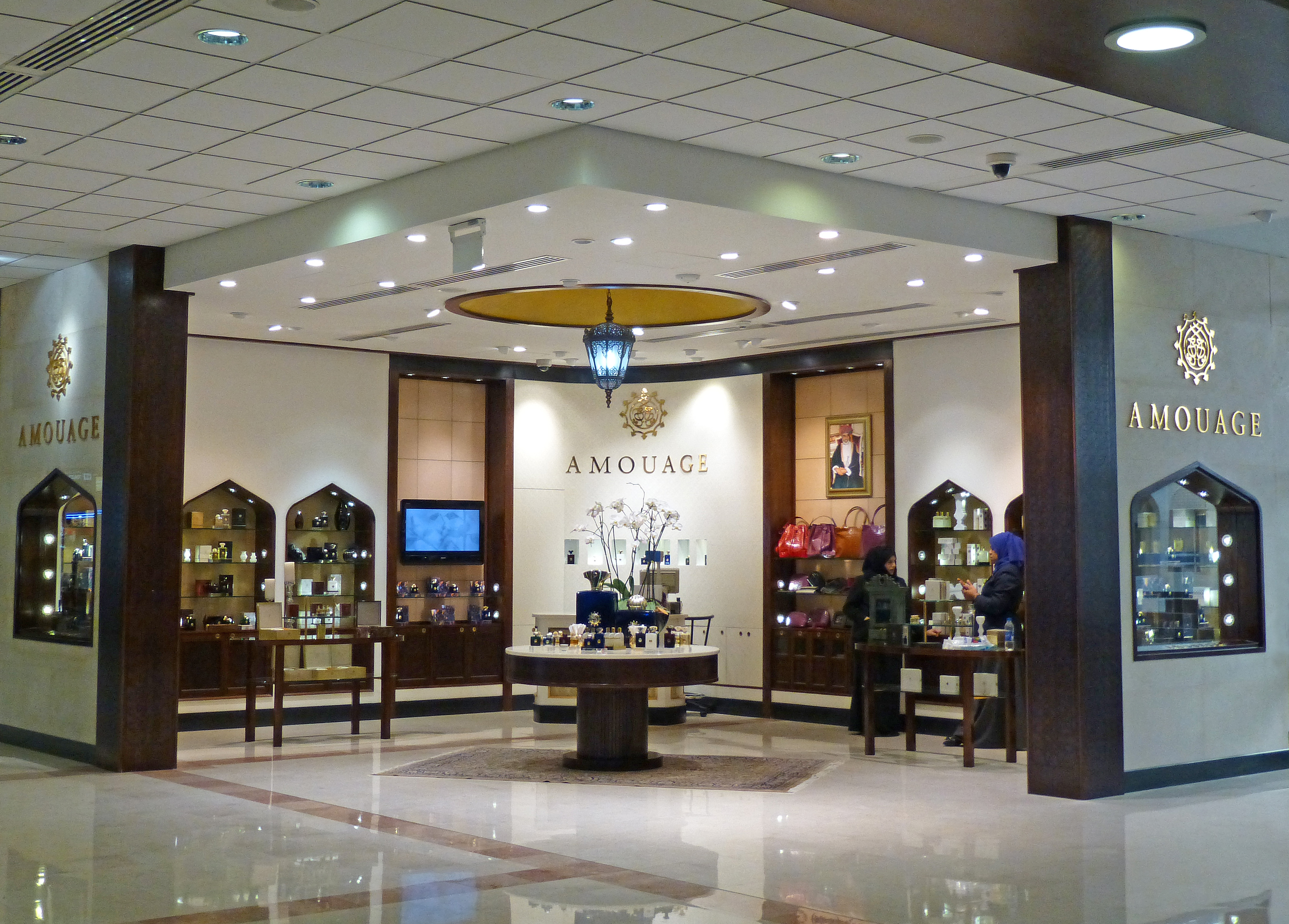
Loja da Amouage no Aeroporto Internacional de Mascate

Existem 21 lojas independentes da Amouage, e seus produtos são vendidos em lojas de departamento em todo o mundo.
O centro e a fábrica de visitantes da Amouage, localizados em Mascate, têm capacidade para produzir aproximadamente 25.000 garrafas por semana.